# Serdecznik syberyjski
Serdecznik syberyjski (Leonurus sibiricus) – gatunek rośliny zielnej należący do rodziny jasnotowatych. Występuje w Azji na obszarze Wschodniej Syberii, Ałtaju, Mongolii i Chin.

## Morfologia
PokrójDorasta nawet do 2 m wysokości, słabo rozgałęzia się.
Kwiaty1 cm długości, lawendowe, różowe lub fioletowe.

## Zastosowanie
Roślina lecznicza. W chińskiej medycynie ludowej stosowana jako środek moczopędny, leczący zaburzenia potencji i uśmierzający bóle menstruacyjne.